# 穆罕默德·哈希姆·加兹达尔
穆罕默德·哈希姆·加兹达尔 （1893年2月1日—1968年2月19日）是一名巴基斯坦政治家，來自信德省的巴基斯坦制宪会议的三位代表之一，曾擔任第2任巴基斯坦國民議會副議長。

## 早年
加茲達爾于1895年出生于英屬印度傑伊瑟爾梅爾。他的祖先曾經是印度教徒，後來改信伊斯蘭教。他的父亲法茲·莫哈末·加兹达尔是一名工程师，自1843年信德人被大英帝国管辖后，他从拉賈斯坦搬到卡拉奇。
加兹达尔的学术生涯始于卡拉奇的信德大學，并于1911年完成中级课程。他还学习了土木工程，1916年获得了浦那工程学院的学位。
他参与了一个提高孟买低种姓阶层的嘗試，但没有成功。他和其他一些人被从这个项目中解雇。

## 政治生涯
在失去在孟买的工作后，他回到卡拉奇，在那里他在卡拉奇的地区地方委员会担任工程师。然而，在随后的四年里，与时任董事会主席的G·M·沙益在政策问题上出现了分歧；加茲達爾不得不辞职。
后来，他投身政界。1934年的选举中，他从信德选区当选为孟买立法会议员。在随后的政治生涯中，他还当选为卡拉奇市长，任期从1941年5月到1942年5月。
在他担任信德党议员期间，他加入了全印穆斯林联盟，该联盟发起了一场运动，要求在領袖穆罕默德·阿里·真納的领导下，为次大陆(后来成为巴基斯坦)内的印度穆斯林人口建立一个单独的国家。他是信德省最有信心的人，再次当选信德省立法议会议员，并被任命为当时信德省议会的副议长。
加茲達爾是代表信德族参加巴基斯坦第一届制宪会议第一次会议的立法成员之一，并于1947年8月10日，即巴基斯坦即将独立的四天前，在卡拉奇信德省议会大楼为立法目的召开会议。其他成员包括皮爾扎達·阿都薩塔、阿都拉曼、莫哈末阿育·科羅和蘭達斯·道拉特·蘭。
加茲達爾作为一名前巴基斯坦政治家的角色得到了高度认可。作为一名诚实的立法者，一名坚定的穆斯林联盟政治家，他的作用对于将政治潮流转向新时代具有重要意义。
他于1968年去世。